# Dana Bash

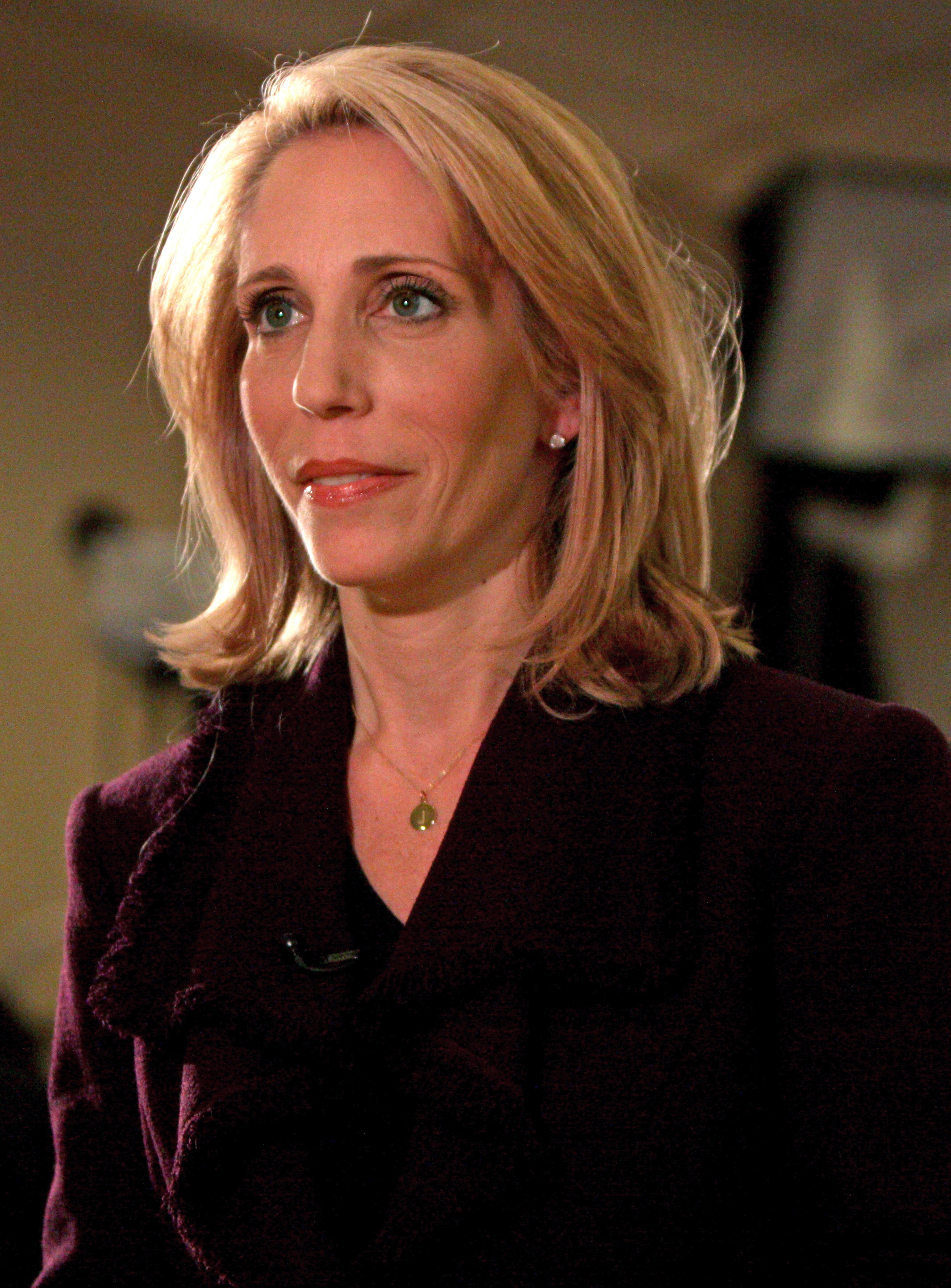
Bash in 2012.

Dana Bash, geboren als Dana Ruth Schwartz (New York, 15 juni 1971), is een Amerikaanse journaliste, presentatrice en politieke correspondente voor CNN.

## Afkomst en opleiding
Bash werd geboren in een liberaal-joods gezin in Manhattan. Haar vader was een producent voor ABC News, die fungeerde als senior omroepproducent voor Good Morning America, en haar moeder was een auteur en docent in Joodse studies.
Bash bezocht Pascack Hills High School in Montvale. Zij behaalde haar bachelorgraad in politieke communicatie aan de George Washington-universiteit. Als studente liep zij stage bij NBC, CBS en CNN.

## Carrière
Na afronding van haar studie ging Bash aan de slag bij CNN als producent van hun weekend-programma's, zoals Late Edition, Evans & Novak, en Inside Politics. Later begon zij programma's te maken die zich in het bijzonder richtten op het functioneren van de Senaat. 

## Onderscheidingen
- Everett McKinley Dirksen Award voor "uitstekende verslaggeving" van het Congres van de National Press Foundation.
- Op 12 mei 2018 ontving Bash een eredoctoraat voor Humane Letters van de Franklin Pierce University in Rindge, New Hampshire.
- Bash was een van de vrouwen die in 2014 door het tijdschrift Elle werd onderscheiden met een vermelding op de "Women in Washington Power List".

## Privé
Bash was van 1998 tot 2007 gehuwd met voormalig CIA-stafchef Jeremy Bash. In 2008 trouwde zij met collega CNN-correspondent John King. Met hem kreeg Bash een zoon in juni 2011. In 2012 scheidde zij van King.